# Triacanthagyna obscuripennis
Triacanthagyna obscuripennis – gatunek ważki z rodziny żagnicowatych (Aeshnidae). Występuje na terenie Ameryki Południowej.